# Agammaglobulinemia
Agammaglobulinemia Brutona, inaczej agammaglobulinemia sprzężona z chromosomem X, zwana również hipoimmunoglobulinemią – należący do pierwotnych niedoborów odporności zespół chorobowy charakteryzujący się całkowitym brakiem przeciwciał i śladową obecnością limfocytów B w krążeniu (poniżej 2%).
Przyczyną choroby są mutacje pojedynczego genu znajdującego się na chromosomie X nazywanego kinazą tyrozynową Brutona (Btk). Btk został odkryty w 1993 roku i nazwany na cześć Ogdena Brutona, który jako pierwszy opisał tę agammaglobulinemię w 1952 roku. Białko kodowane przez ten gen odgrywa rolę w dojrzewaniu prekursorów limfocytów B i aktywacji komórek tucznych.
W szpiku kostnym wykrywa się zwiększoną liczbę niedojrzałych limfocytów pre-B, niemających receptorów immunoglobulinowych. Poziom limfocytów T jest prawidłowy.

## Epidemiologia
Ze względu na sprzężenie z płcią agammaglobulinemia Brutona występuje przede wszystkim u chłopców, których matki były zdrowymi nosicielkami defektywnego genu. Częstość występowania wynosi ok. 1 na 100 tys. narodzin potomków płci męskiej.

## Objawy
Kliniczne objawy choroby pojawiają się około 4-6 miesiąca życia, kiedy z krążenia zaczynają znikać przeciwciała matczyne. Dominują nawracające zakażenia bakteryjne dróg oddechowych powodowane przez paciorkowce, gronkowce, pneumokoki, meningokoki oraz Haemophilus influenzae i Pseudomonas. Gdy nie podejmuje się leczenia, prowadzi to do przewlekłego zapalenia zatok i zmian rozstrzeniowych oskrzeli. Odporność przeciwwirusowa jest sprawna, z niewiadomych przyczyn nie dotyczy to enterowirusów.
Najczęstszą przyczyną śmierci w tym zespole jest właśnie przewlekłe enterowirusowe zapalenie opon mózgowych i mózgu.

## Leczenie
Leczenie agammaglobulinemii Brutona polega na okresowym substytucyjnym uzupełnianiu ludzkich immunoglobulin dożylnie (rzadziej domięśniowo lub podskórnie). Leczenie powinno być prowadzone przez całe życie i prowadzi do przedłużenia długości i jakości życia. Teoretycznie trwalsze efekty mogłaby przynieść terapia genowa, jednak obecnie nie jest ona metodą leczniczą. Zapobiegawczo podaje się przeciwciała oraz przetacza świeże osocze krwi. W odstępach 3-4 tygodniowych podawana jest dożylnie lub podskórnie gammaglobulina zawierająca cząsteczki IgG (Sandoglobulin, Venimmun, Veinoglobuline, Subcuvia). W wypadku wystąpienia infekcji bakteryjnych stosuje się antybiotyki.